# Hemmental

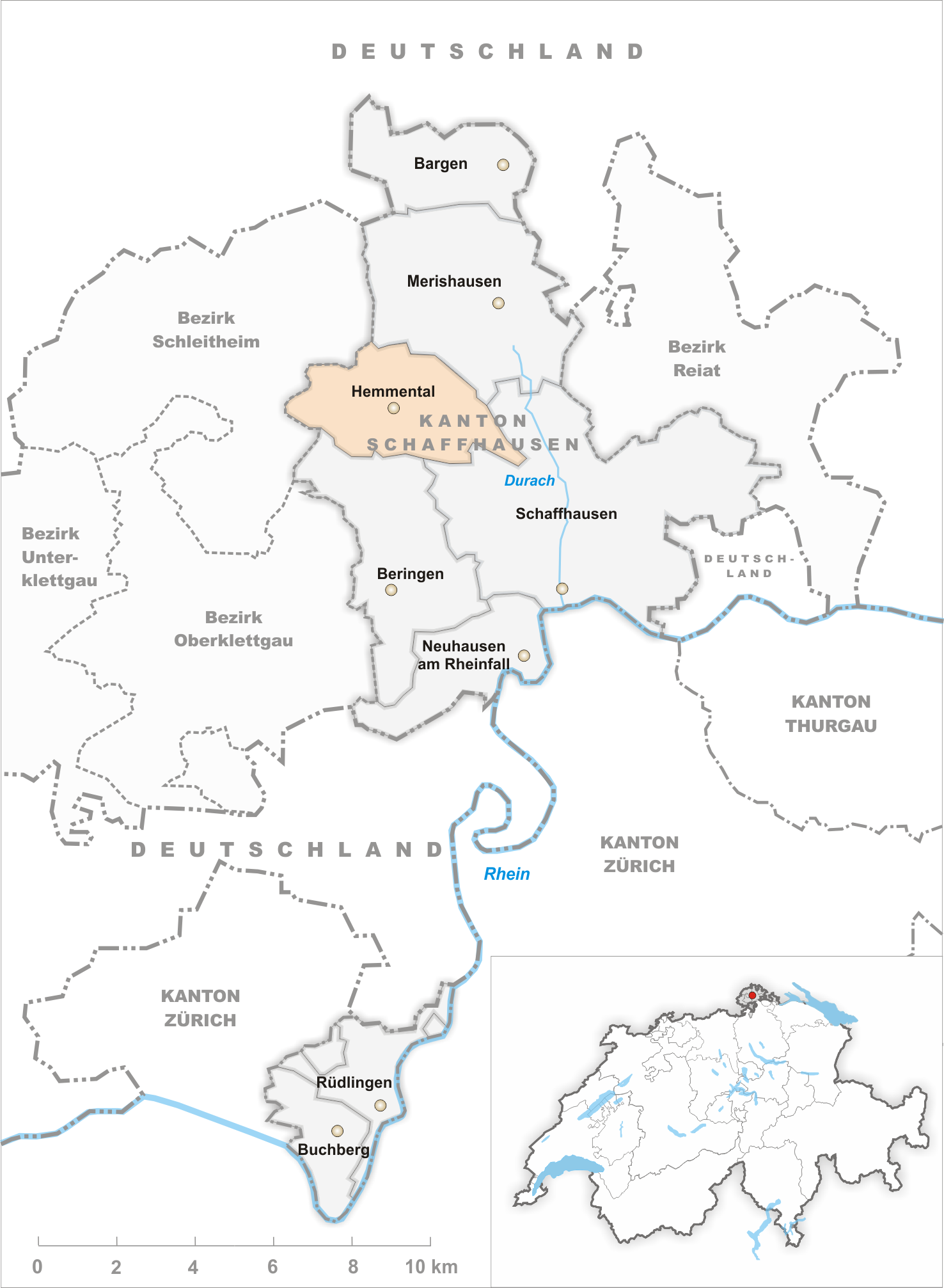
Gemeindestand vor der Fusion am 1. Januar 2009

Hemmental war bis am 31. Dezember 2008 eine politische Gemeinde des Kantons Schaffhausen in der Schweiz.
Per 1. Januar 2009 wurde Hemmental in die Stadt Schaffhausen eingemeindet.

## Wappen
Blasonierung
Schräg geviertet von rot und blau mit je einem sechszackigen, goldenen Stern.
Das älteste Wappen der Gemeinde Hemmental findet sich 1597. Es stellt eine rote Rübe mit grünen Blättern in schwarzem Schild dar. Aus den nächsten 200 Jahren findet sich kein Wappen. Erst 1814 findet sich ein Siegel, auf dem nun aber die Pflugschare als Symbol für den Ackerbau dargestellt ist. Bei der Bereinigung des Wappens 1951 fand das historische Wappen wenig Anklang, da heute behauptet wird, Hemmental habe keinen geeigneten Boden für Rüben. Stattdessen wurden schliesslich vier Sterne, die die vier ursprünglichen Höfe, aus denen Hemmental entstand, symbolisieren, gewählt.

## Geographie
Hemmental liegt eingebettet zwischen den Höhen des Randen am Anfang des Hemmentalertals, welches südöstlich nach Schaffhausen verläuft. Das Tal wird durch den Hemmentalerbach durchflossen.

Historisches Luftbild von Werner Friedli von 1964

## Bevölkerung
Die beiden häufigsten Familiennamen in Hemmental sind Schlatter und Leu.

## Persönlichkeiten
- Peter Heinzer (1945–2015), Grafiker und Kunstmaler

## Geschichte

### Unglücke
Am 17. September 1909 wurden durch den Hemmentaler Dorfbrand 9 Häuser zerstört. 10 Familien mit 51 Personen wurden obdachlos.
Das Sprengunglück von Hemmental mit neun Todesopfern ereignete sich 1967.

### Fusion mit der Stadt Schaffhausen
Am 27. April 2008 stimmten die Bürger Hemmentals sowie diejenigen der Stadt Schaffhausen einem Zusammenschlussvertrag zu, welcher die beiden Gemeinden zu einer einzigen Gemeinde unter dem Namen Schaffhausen zusammenschliessen sollte. In der Urnenabstimmung fiel die Entscheidung in Hemmental mit 187 Ja- gegen 184 Nein-Stimmen bei einem absoluten Mehr von 186 Stimmen und einer Stimmbeteiligung von 95,7 % äusserst knapp aus. In der Stadt Schaffhausen gab es mit 7’444 Ja gegen 3’599 Nein ein klares Resultat.
Nachdem am 2. Juni 2008 auch der Kantonsrat (Kantonsparlament) des Kantons Schaffhausen den Fusionsvertrag mit 69 zu 1 genehmigte, wurde die Gemeinde Hemmental am 1. Januar 2009 in die Stadt Schaffhausen eingemeindet.

## Verkehr
Hemmental ist mit Schaffhausen durch eine asphaltierte Nebenstrasse verbunden, auf der tagsüber eine Buslinie verkehrt. Eine teil-asphaltierte Nebenstrasse führt über den Randen nach Beggingen.
Am Ende eines grossen Tals gelegen, wo sich das Haupttal in zahllose kleine Seitentäler auffächert, bestehen in alle Richtungen unzählige Wege für Wanderer und Mountainbiker.

## Sehenswürdigkeiten
Wanderungen auf den Höhen des Randen.

## Vereine
Die zahlreichen Vereine bilden einen wichtigen Teil des Dorflebens.